# Iphiaulax katangensis
Iphiaulax katangensis är en stekelart som beskrevs av Roy D. Shenefelt 1978. Iphiaulax katangensis ingår i släktet Iphiaulax och familjen bracksteklar. Inga underarter finns listade i Catalogue of Life.